# 谢尔顿·伦纳德
谢尔顿·伦纳德（英語：Sheldon Leonard，1907年2月22日—1997年1月10日）是美国电影与电视产业的一位先驱者，曾从事过制片人、导演、编剧和演员的职业。
为了纪念此人，在经典美剧生活大爆炸中，主角伦纳德·霍夫斯塔特和谢尔顿·库珀的名字取自这位大师。

## 知名电影作品

### 担任制片人
- 《安迪·格里菲思秀》（The Andy Griffith Show）
- 《丹尼·托马斯秀》（The Danny Thomas Show）
- 《迪克·范戴克秀》（The Dick Van Dyke Show）
- 《我是间谍》
- 《My World and Welcome to It》
- 《Gomer Pyle, USMC》
- 《From a Bird's Eye View》
- 《Shirley's World》

### 担任导演
- 《安迪·格里菲思秀》
- 《丹尼·托马斯秀》
- 《迪克·范戴克秀》
- 《火星叔叔马丁》（My Favorite Martian）
- 《我是间谍》

### 演员
- 《疑云重重》（Another Thin Man，1939年）
- 《Tall, Dark and Handsome》（1941年）
- 《Hit the Ice》（1943年）
- 《间谍与祖国》（Uncertain Glory，1944年）
- 《江湖侠侣》（To Have and Have Not，1944年）
- 《Bowery Bombshell》（1946年）
- 《Decoy》（1946年）
- 《生活多美好》（It's a Wonderful Life，1946年）
- 《海宫宝盒》（Sinbad the Sailor，1947年）
- 《Jinx Money》（1948年）
- 《两傻大战隐形人》（Abbott and Costello Meet the Invisible Man，1951年）
- 《Behave Yourself!》（1951年）
- 《Money From Home》（1953年）
- 《红男绿女》（Guys and Dolls，1955年）
- 《锦囊妙计》（Pocketful of Miracles，1961年）

## 扩展阅读
- Leonard, Sheldon. . Limelight. 1995. ISBN 0-87910-184-9.